# دانشگاه سوره
دانشگاه بین‌المللی سوره (نام پیشین: مؤسسه آموزش عالی سوره) یک دانشگاه در ایران است که در بهمن ماه سال ۱۳۷۲ توسط حوزه هنری انقلاب اسلامی در تهران تأسیس شد. پس از دو سال پذیرش آزاد، از سال ۱۳۷۴ از طریق سازمان سنجش آموزش کشور پذیرش دانشجو را در ۱۱ رشته آغاز کرد. این مؤسسه، با جذب دانشجو در دوره‌های کاردانی و کارشناسی در رشته‌های :صنایع دستی، موسیقی، تئاتر، سینما، معماری، مجسمه‌سازی، گرافیک و نقاشی شروع به فعالیت نمود و هم‌اکنون دارای: رشته‌های مهندسی معماری، روابط عمومی، روزنامه‌نگاری، مدیریت امور فرهنگی، مدیریت فرهنگی و هنری، نقاشی، گرافیک، صنایع دستی، هنر اسلامی، کتابت و نگارگری، نمایش (تئاتر) و سینما در مقطع کارشناسی است. در سال ۱۳۷۶، این مؤسسه از نوع دوم به نوع اول ارتقاء یافت و مدرک تحصیلی آن توسط وزارت علوم تحقیقات و فناوری به رسمیت شناخته شد و در اسفند ماه ۱۳۸۹ به دانشگاه تبدیل شد.
در سال تحصیلی ۸۴–۸۵، با راه‌اندازی دوره کارشناسی ارشد در رشته‌های آهنگ‌سازی، صنایع دستی، نقاشی، گرافیک و ادبیات نمایشی در این مؤسسه موافقت شد و این دوره از سال تحصیلی ۸۵–۸۶ به جذب دانشجو در این رشته‌ها پرداخت. در حال حاضر نیز با تلاش مسئولان، مقدمات ارتقاء مؤسسه به دانشگاه فراهم شده است. همچنین رشته تبلیغ و ارتباطات در مقطع کارشناسی ارشد، مورد تصویب شورای عالی گسترش وزارت علوم قرار گرفت.
دانشگاه سوره در حال حاضر دارای سه ساختمان و همچنین تجهیزاتی چون لابراتوار مجهز عکاسی (سیاه و سفید و رنگی)، کارگاه‌های سفال، چاپ دستی (سیلک و باتیک)، چوب، نساجی، بافت (فرش و قالی)، تراش سنگ، تراش شیشه، نقاشی روی شیشه، لعاب، سرامیک، رنگرزی، جواهرسازی، سایت رایانه، کتابخانه، پلاتوهای نمایش، کارگاه عروسک سازی، نگارخانه و نمازخانه و سالن ورزش است.
همچنین زمینی به مساحت ۳۵۰۰ مترمربع در منطقه پونک در شهر تهران به منظور ساخت مکان جدید دانشگاه خریداری شده است.
دانشگاه سوره نخست در دو شعبه تهران و اردبیل تأسیس شد، که هم‌اکنون تنها در تهران به فعالیت خود ادامه می‌دهد. شعبه تهران دانشگاه سوره دارای سه دانشکده هنر، فرهنگ و ارتباطات، معماری و شهرسازی است.

## دانشکده‌ها

### دانشکده هنر
دانشکده هنر نخستین دانشکده‌ی دانشگاه سوره است که از زمان تأسیس (۱۳۷۲) به جذب دانشجو در مقاطع کاردانی و کارشناسی پیوسته و ناپیوسته و کارشناسی ارشد پرداخته است.
اکنون پس از گذشت سالها از سابقه علمی-آموزشی این دانشکده به پذیرش دانشجو در مقطع کارشناسی ارشد در رشته‌های پژوهش هنر، سینما، تصویر متحرک (انیمیشن)، ادبیات نمایشی، هنر اسلامی، نقاشی، ارتباط تصویری (گرافیک)، و صنایع دستی، و در مقطع کارشناسی در رشته‌های سینما، نمایش (ادبیات نمایشی–عروسکی، طراحی صحنه و کارگردانی)، گرافیک، هنر اسلامی، کتابت و نگارگری و نقاشی و از مقطع کارشناسی ناپیوسته ارتباط تصویری (گرافیک) می‌پردازد.
لازم به ذکر است که گروه سینما این دانشکده با همکاری انجمن سینمای جوانان ایران برگزاری جشنواره ملی فیلم سایه را به صورت سالانه برعهده دارد.

### دانشکده معماری و شهرسازی
از بدو تأسیس دانشگاه سوره در سال ۱۳۷۲، گروه معماری فعالیت آموزشی خود را در مقطع کاردانی آغاز کرد. با توجه به سیاست سازمان تبلیغات اسلامی، و نیاز حوزه هنری و استقبال گسترده دانشجویان، دانشکده معماری در سال ۱۳۸۰ تأسیس شد. این دانشکده اکنون دارای گروه‌های کارشناسی پیوسته معماری، کارشناسی پیوسته معماری داخلی، کارشناسی پیوسته و کارشناسی ناپیوسته مهندسی شهرسازی، کارشناسی ناپیوسته معماری، کارشناسی ارشد معماری اسلامی، مهندسی معماری و معماری داخلی است.

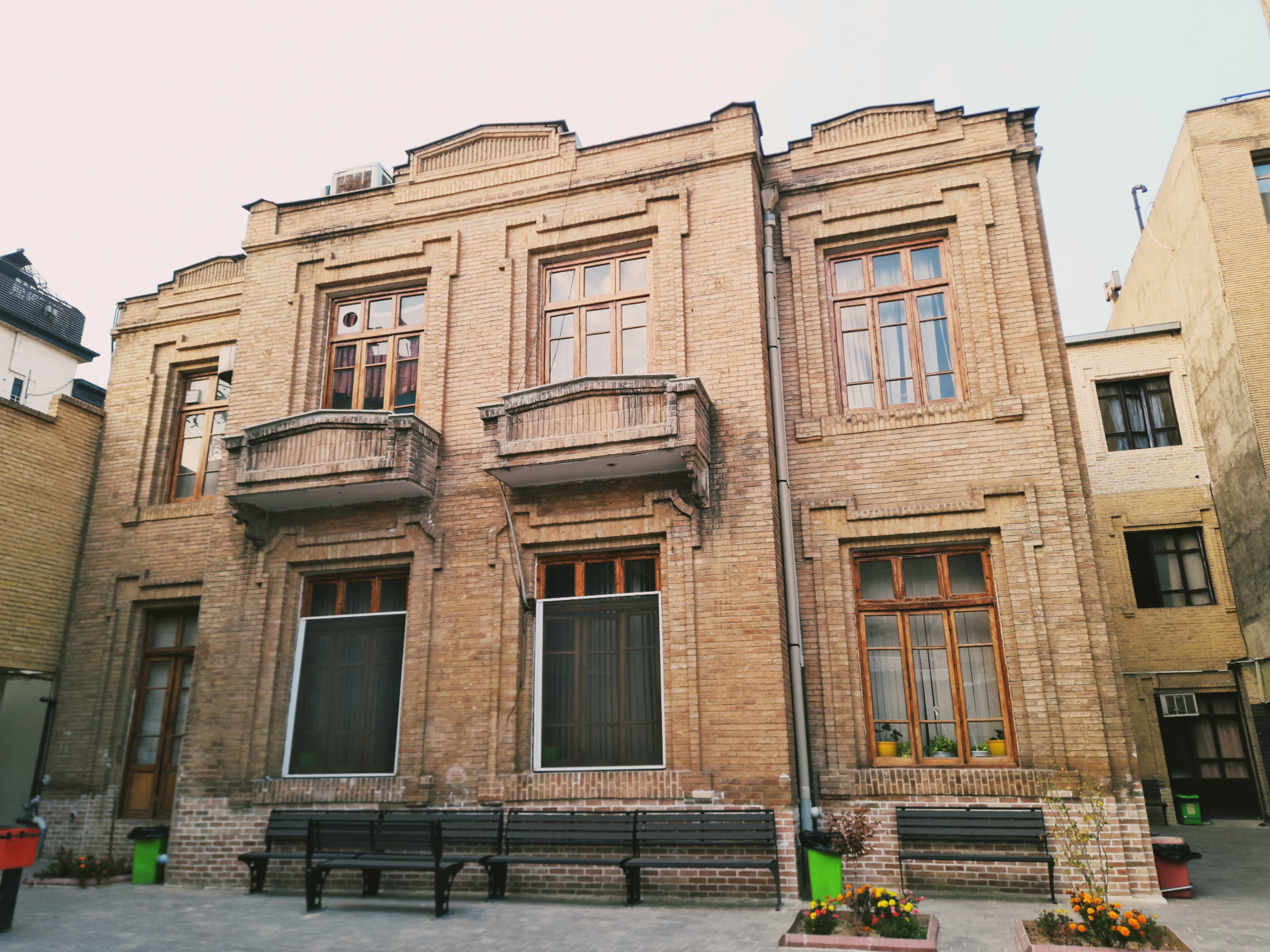
ساختمان قدیمی دانشکدهٔ معماری و شهرسازی سوره واقع در خیابان فلاح پور (مابین خیابان‌های سپهبد قرنی و نجات الهی)

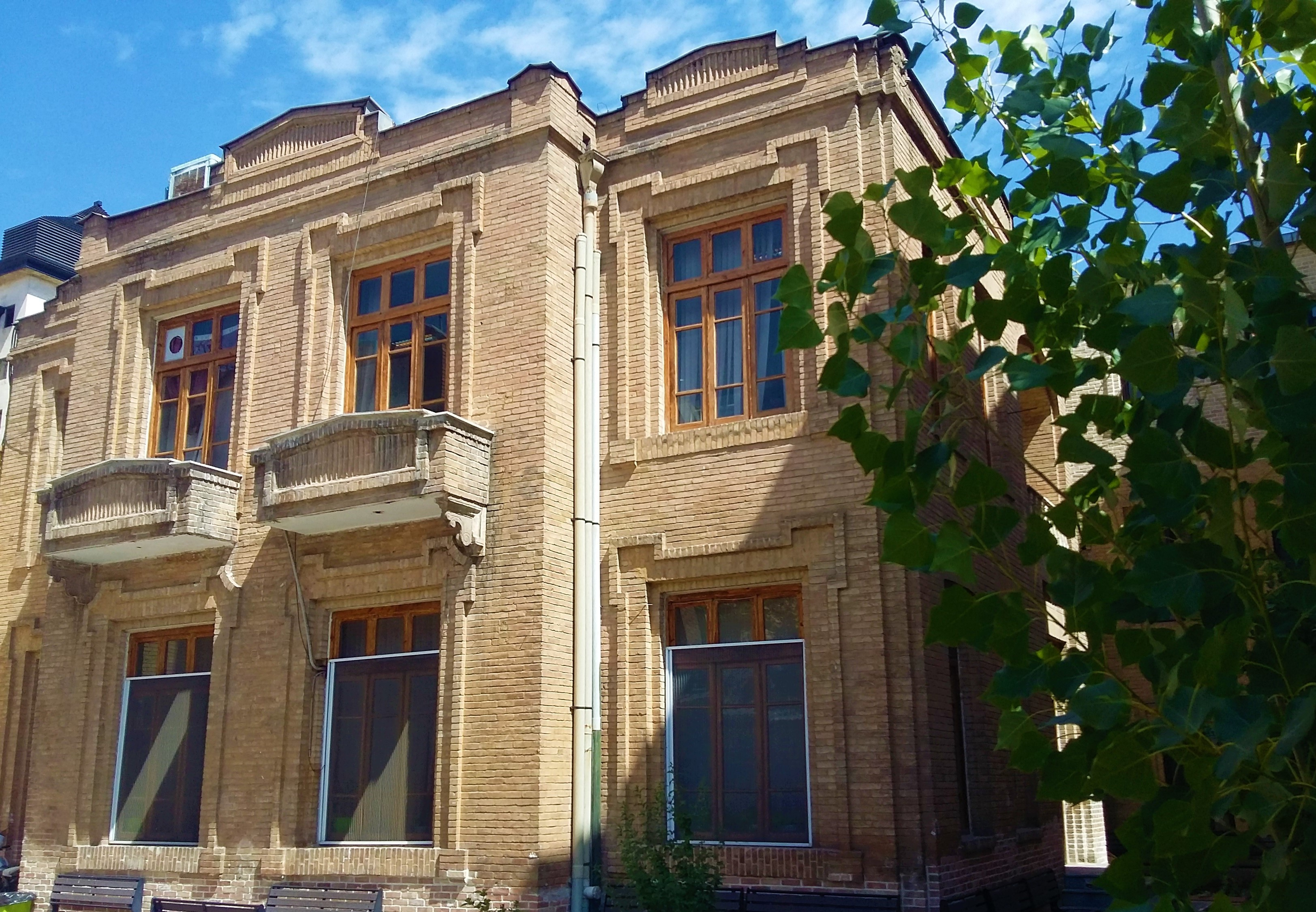
ساختمان قدیمی دانشکدهٔ معماری و شهرسازی، روزگاری دفترکار دکتر مصدق بوده است.

### دانشکده فرهنگ و ارتباطات
دانشکدهٔ فرهنگ و ارتباطات در سال ۱۳۹۰ از ادغام دو دانشکدهٔ «امور فرهنگی» و «ارتباطات» تأسیس شد. پیشینهٔ این دانشکده به شرح زیر است:
دانشکدهٔ امور فرهنگی:
بنیان این دانشکده در سال ۱۳۸۰ با راه‌اندازی رشتهٔ «مدیریت فرهنگی و هنری» گذاشته شد. این دانشکده در سال ۱۳۸۸ اقدام به پذیرش دانشجو در مقطع کارشناسی ناپیوسته رشتهٔ «مدیریت امور فرهنگی و هنری» کرد و سپس در سال ۱۳۹۲، رشتهٔ «روابط عمومی ناپیوسته» را به برنامه‌های آموزشی خود افزود.
دانشکدهٔ ارتباطات:
این دانشکده در سال ۱۳۸۶ آغاز به کار کرد و در مقطع کارشناسی، سه رشتهٔ «مدیریت فرهنگی هنری»، «روابط عمومی» و «روزنامه‌نگاری» و در مقطع کارشناسی ارشد، دو رشتهٔ «تبلیغ و ارتباطات فرهنگی» و «مدیریت رسانه» را ارائه می‌داد.
با ادغام دو دانشکدهٔ فوق در سال ۱۳۹۰، دانشکدهٔ فرهنگ و ارتباطات شکل گرفت که هم‌اکنون با ترکیب برنامه‌های آموزشی پیشین، دارای ۷ رشتهٔ تحصیلی در مقاطع مختلف است.

## ساختمان‌های دانشگاه سوره

سردر دانشگاه

ساختمان مرکزی و دانشکده هنر این دانشگاه که در خیابان آزادی بین خوش و آذربایجان قرار دارد در رشته‌ های مختلف هنری در حال فعالیت است. از جمله این رشته‌ ها: گرافیک، نقاشی، تئاتر در گرایش ادبیات نمایشی، نمایش عروسکی و طراحی صحنه، سینما، معماری، صنایع دستی، هنر اسلامی و… میباشد. این دانشگاه وابسته به حوزهٔ هنری است. ساختمان اصلی این دانشگاه متعلق به برند آدامس خروس نشان بود که بعد از انقلاب ۱۳۵۷ ایران مصادره و به بنیاد مستضعفان و جانبازان واگذار گردید، اما همچنان به تولید خود ادامه می‌داد تا اینکه در سال ۱۳۷۱ کارخانه آدامس خروس نشان در قالب برنامه‌ های خصوصی‌ سازی دولت ایران واگذار شد. این ساختمان از سال ۱۳۷۲ تبدیل به ساختمان مرکزی دانشگاه سوره گردید.
دانشکده فرهنگ و ارتباطات دانشگاه سوره در میدان فردوسی -خیابان انقلاب- کوچه شاهرود-شماره ۷ قرار دارد. دانشکده فرهنگ و ارتباطات از سال ۱۳۹۰ با ادغام دو دانشکده امور فرهنگی و ارتباطات راه اندازی شد. دانشکده امور فرهنگی که سنگ بنای آن با رشته مدیریت فرهنگی و هنری در سال ۱۳۸۰ گذاشته شد، در سال ۱۳۸۸ به پذیرش دانشجو در مقطع کارشناسی ناپیوسته مدیریت امور فرهنگی و هنری و در سال ۱۳۹۲ در رشته روابط عمومی ناپیوسته پرداخت. دانشکده ارتباطات نیز که از سال ۱۳۸۶ تأسیس شد دارای سه رِشته روابط عمومی، روزنامه‌نگاری در مقطع کارشناسی و تبلیغ و ارتباطات فرهنگی و رشته مدیریت رسانه در مقطع کارشناسی ارشد با ادغام این دو دانشکده، اکنون دانشکده فرهنگ و ارتباطات دارای ۷ رشته تحصیلی است. با توجه به موافقت اصولی دفتر گسترش وزارت علوم و در صورت اخذ مجوزهای دیگر، این دانشکده درصدد است برای سال تحصیلی ۹۶–۱۳۹۵ در مقطع کارشناسی ارشد رشته حقوق ارتباطات و رشته زبان و ادبیات فارسی با گرایش ادبیات پایداری را در صورت اخذ مجوزهای لازم راه‌اندازی نماید.
دانشکده معماری و شهرسازی دانشگاه سوره در خیابان انقلاب ـ خیابان استاد نجات‌اللهی ـ خیابان شهید فلاح پور ـ شماره ۲۹ قرار دارد. دانشکده معماری در سال ۱۳۷۲ تأسیس گردید و هدف از تأسیس این دانشکده تقویت مولفه‌های فرهنگی در معماری و بازشناسی معماری ایرانی و به روز کردن آن با توجه به نیازهای کنونی جامعه ایران می‌باشد که در جهت تحقق این اهداف با استفاده از استادان مجرب داخلی و برقراری ارتباط با دانشگاه‌های سایر کشورها گام‌های مؤثری برداشته است.
دانشکده معماری دارای کتابخانه تخصصی با بیش از چهار هزار نسخه کتاب فارسی و انگلیسی است که از منابع ارزشمند مکتوب معماری در ایران است.
دانشگاه سوره تهران در سال ۱۳۷۲ به صورت مؤسسه غیرانتفاعی با مدرک معادل آغاز به کار کرد که زیر نظر حوزه هنری تهران بود. سپس در سال تحصیلی ۷۴–۷۵ مدرک آن از کاردانی به کارشناسی تبدیل شد و رتبه الف را بین موسسه‌های غیرانتفاعی آموزش عالی بدست آورد. اکنون تعداد زیادی دانشجو در رشته‌های سینما با گرایش کارگردانی، فیلمنامه‌نویسی، تدوین و فیلمبرداری، موسیقی، ادبیات نمایشی، کارگردانی تئاتر، صنایع دستی، نقاشی، گرافیک و معماری مشغول به تحصیل هستند.
دانشگاه سوره برای اولین بار بعد از انقلاب، رشته معماری داخلی را با مدرک رسمی کارشناسی از وزارت علوم و تحقیقات بنیان نهاد؛ و در ۱۴ آذر ۱۳۸۷ نخستین همایش معماری داخلی برگزار شد که دانشگاه سوره یکی از برگزار کنندگان آن بود.
دانشکده علوم ارتباطات این دانشگاه در خیابان طالقانی - میدان فلسطین واقع است.

## استادان دانشگاه
- احمد الستی
- بهرام دهقان
- سعید نجاتی
- رامتین لوافی پور
- علی ژکان
- هادی مقدم دوست
- حمید امجد
- احمد ضابطی جهرمی
- محمدرضا دلپاک
- مسعود سخاوت دوست
- امیراشرف آریانپور
- فریال بهزاد
- امیر بیداریان‌نژاد
- صدیق تعریف
- هاجر چنارانی
- سید سعید رحمانی
- محمد رضایی‌راد
- علی زعیم
- محمدعلی زم
- وارطان ساهاکیان
- علی‌اکبر شکارچی
- کیاوش صاحب‌نسق
- صادق صفایی
- بیژن صیفوری
- مجید عباسی
- بهروز غریب‌پور
- فریدون فرهودی
- جابر قاسمعلی
- آرش کامور
- فرزاد مؤتمن
- شیوا مقانلو
- پیام یزدانجو
- کاوه سجادی حسینی
- محمد چرمشیر
- غلامرضا شهبازی
- اصغر همت
- عادل بزدوده
- هنگامه مفید
- جابر عناصری
- حمیدرضا حافظی
- مسعود دلخواه
- هوشنگ مرادی کرمانی
- حسین خسروجردی